# Утьєль
Утьєль (ісп. Utiel) — муніципалітет в Іспанії, у складі автономної спільноти Валенсія, у провінції Валенсія. Населення — 12 449 особа (2011).

## Географія
Муніципалітет розташований на відстані близько 230 км на південний схід від Мадрида, 70 км на захід від Валенсії.
На території муніципалітету розташовані такі населені пункти: (дані про населення за 2010 рік)
- Лас-Касас: 307 осіб
- Лос-Корралес: 306 осіб
- Лас-Куевас: 575 осіб
- Естенас: 24 особи
- Ель-Ремедіо: 4 особи
- Ла-Торре: 128 осіб
- Утьєль: 11077 осіб

## Демографія
Динаміка населення (INE ):

## Галерея зображень

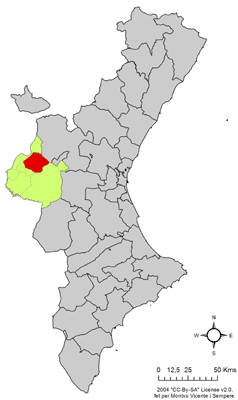
Розташування муніципалітету Утьєль у автономній спільноті Валенсія
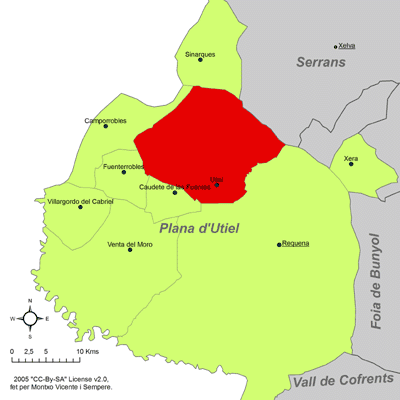
Розташування муніципалітету Утьєль у комарці Рекена-Утьєль